# Wang Liping
Wang Liping (Fengcheng, 8 de julio de 1976) es una atleta china especializada en marcha atlética.
En el año 2000 acudió a los Juegos Olímpicos de Sídney de 2000 consiguiendo la medalla de oro sobre la distancia de 20 km marcha. Era la primera ocasión en que las mujeres marchaban sobre la distancia de 20 en unos Juegos Olímpicos.
Participó también en los Juegos Olímpicos de Atenas de 2004, quedando en octava posición.
Su mejor marca personal sobre la distancia de 20 km está en 1h:26:23, registrada en el año 2001.